# Syarinus palmeni
Espèce
Syarinus palmeni est une espèce de pseudoscorpions de la famille des Syarinidae.

## Distribution
Cette espèce est endémique de Terre-Neuve au Canada. Elle se rencontre vers Holyrood.

## Étymologie
Cette espèce est nommée en l'honneur d'Ernst Palmén.

## Publication originale
- Kaisila, 1964 : Some pseudoscorpionids from Newfoundland. Annales Zoologici Fennici, vol. 1, p. 52-54.